# Gennaro D'Alessandro
Gennaro (Janvier) D'Alessandro (D'Alessandri, Alexandre, Allexandro) né en 1717? à Naples et mort après le 28 juillet 1778 également à Naples, est un claveciniste et compositeur italien de musique baroque,.

## Discographie
- Gennaro D'Alessandro, Arie dall'opera Adelaide. Hamburg 1744, Francesco Divito (soprano masculin), «Benedetto Marcello» Baroque Ensemble, Ettore Maria Del Romano (direction), Tactus, TC 710401, 2024.